# John Fleming (zoolog)
John Fleming, född den 10 januari 1785 i Bathgate i Linlithgowshire, Skottland, död den 18 november 1857 i Leith, Skottland, var en skotsk frikyrkopräst, zoolog och geolog, som var professor i Edinburgh. Han namngav och beskrev ett antal arter av blötdjur. Under sitt liv försökte han förena teologi med vetenskap. Flemingfjorden på Grönland fick sitt namn efter honom.
Auktorsnamnet Fleming kan användas för John Fleming (zoolog) i samband med ett vetenskapligt namn inom botaniken; se Wikipediaartiklar som länkar till auktorsnamnet.

## Biografi
Fleming var son till Alexander Fleming och hans hustru Catherine Nimmo. Efter att ha studerat religion vid University of Edinburgh tog han examen 1805. Han fick tillstånd att predika av Church of Scotland och prästvigdes i Bressay på Shetlandsöarna 1808. År 1810 förflyttades han till Flisk socken i Fife och 1832 till Clackmannan.
Fleming dog hemma, Seagrove House i Leith och är begravd med sin familj i den västra delen av Dean Cemetery i Edinburgh. Han är begravd med sin fru, Melville Christie (1796–1862) och sonen Dr Andrew Fleming (1821–1901) (också stipendiat i Royal Society of Edinburgh) som blev deputerad kirurggeneral för den indiska armén.

## Karriär och vetenskapligt arbete
År 1808 deltog han i grundandet av Wernerian Society, ett lärt sällskap som ägnade sig åt studier av naturhistoria. Han blev medlem av Royal Society of London den 25 februari 1813, men beviljades inte Fellowship. År 1814 tilldelades han ett hedersdoktorat (Doctor of Divinity) av University of St. Andrews och samma år blev han stipendiat i Royal Society of Edinburgh. Hans förslagsställare till den senare var John Playfair, David Brewster och Robert Jameson.
År 1834 tilldelades Fleming professuren i naturfilosofi (fysik) vid University of Aberdeen's King's College. I samband med avbrottet 1843 lämnade han den etablerade skotska kyrkan för att gå med i Free Church. År 1845 blev han professor i naturhistoria vid Frikyrkans New College i Edinburgh. Han valdes tre gånger till president för Edinburgh Botanical Society (1847–48, 1849–50 och 1856–57). Han bodde då på 22 Walker Street i Edinburghs West End.
Fleming var en vitalist som var starkt emot materialismen. Han trodde att en "vital princip" var inneboende i embryot med förmågan att "i följd utveckla den avsedda existensplanen." Han var en nära medarbetare till Robert Edmond Grant, som ansåg att samma livslagar påverkade alla organismer.
År 1828 publicerade han sin History of British Animals. Denna bok tog inte bara upp existerande, utan också fossila arter. Det förklarade närvaron av fossiler genom klimatförändringar, vilket tyder på att utdöda arter skulle ha överlevt om väderförhållandena hade varit gynnsamma. Dessa teorier bidrog till utvecklingen av biogeografi och utövade ett visst inflytande på Charles Darwin. Flemings kommentarer om instinkt i sin bok Philosophy of Zoology hade även den påverkat Darwin.
År 1831 hittade Fleming några fossiler som han kände igen som fisk i gamla red sandstone-enheterna vid Fife. Detta passade inte den då allmänt accepterade uppfattningen att jorden var cirka 6 000 år gammal.

## Utmärkelser och hedersbetygelser
- Medlem av Royal Society of Edinburgh

[Redigera Wikidata]